# Mohamed Rouhi
Mohamed Rouhi (en arabe : محمد الروحي), né le 1er janvier 1996 à Marrakech (Maroc) est un footballeur marocain évoluant dans le club du Rapide Oued Zem. Il joue au poste de milieu de terrain.

## Biographie
Natif de Marrakech, il débute le football au Kawkab de Marrakech en 2016. Lors de sa première saison, il dispute deux matchs en Coupe du Maroc. Lors de sa deuxième saison, il s'impose en équipe première et dispute treize matchs en championnat marocain. Il marque au total un seul but.
Le 21 juillet 2017, il est prêté en D2 marocaine dans le club du CJ Ben Guerir. Il y dispute une saison complète. Son club termine la saison à la quatrième place de la D2 marocaine.
Une fois de retour de prêt, il joue dans la réserve du Kawkab de Marrakech, avant de signer en janvier 2019 un contrat d'un an au Wydad de Fes, en D2 marocaine.
Le 1er septembre 2019, il signe au Rapide Oued Zem, club de D2 marocaine promu en première division. Il marque son premier but sous le maillot du club le 28 octobre 2019 à l'occasion d'un match de championnat contre le Raja de Béni Mellal (victoire, 2-1). 